# 安德鲁希夫卡区

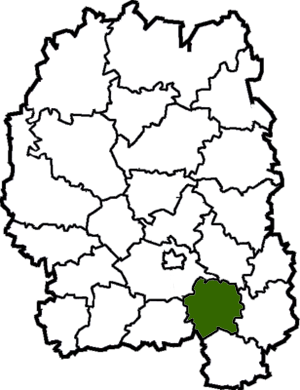
撤销前安德鲁希夫卡區在日托米爾州的位置

安德鲁希夫卡区（烏克蘭語：Андрушівський район），又按俄语名译为安德魯紹夫卡區（俄语：Андрушёвский район），曾是烏克蘭北部日托米爾州的一個區。行政中心設於安德鲁希夫卡，面積960平方公里，2013年人口34,526，人口密度每平方公里35.96人。
该区在2020年7月18日的乌克兰行政区划改革中被撤销，改革后日托米爾州下分为4个区。安德鲁希夫卡區合并至別爾季切夫區。
50°0′30″N 28°58′49″E / 50.00833°N 28.98028°E